# 長野地域振興局
長野地域振興局（ながのちいきしんこうきょく）は、長野県長野市南長野にある長野県の支庁（総合現地機関）のひとつ。長野地域の3市4町2村を管轄している。2017年に旧地方事務所が地域振興局に改組されたことから現行の名称となった。

## 業務内容

### 総務管理課
- 総務係
- 県民生活係

### 環境課
- 環境保全係
- 廃棄物対策係

### 農政課
- 農政係
- 農村振興係
- 生産振興係

### 農地整備課
- 管理係
- 計画調査係
- 水利係
- 防災第一係
- 防災第二係
- 基盤整備係
- 地域整備係

### 林務課
- 林務係
- 林産係
- 普及係
- 治山林道係
- 治山係

### 商工観光課
- 振興係
- 工業係

### 企画振興課
- 企画振興課

## 長野合同庁舎入庁機関
- 長野建設事務所
- 長野建設事務協議会
- 北信教育事務所
- 北信会計センター
- 北信労政事務所
- 総合県税事務所

### フロア
- 5F　北信教育事務所、長野建設事務協議会、会議室（501号、502号、503号、504号）
- 4F	長野建設事務所
- 3F	長野地域振興局、北信会計センター
- 2F	長野地域振興局、北信労政事務所
- 1F	長野地域振興局、総合県税事務所、長野建設事務所
- B1F 食堂、長野県庁生協

## 管内市町村
- 長野市
- 須坂市
- 千曲市
- 坂城町
- 小布施町
- 高山村
- 信濃町
- 飯綱町
- 小川村

## 所在地
- 長野市大字南長野南県町686番地1